# Lastomír
Lastomír – wieś (obec) na Słowacji położona w kraju koszyckim, w powiecie Michalovce. Pierwsze wzmianki o miejscowości pochodzą z roku 1288. 
Według danych z dnia 31 grudnia 2012, wieś zamieszkiwały 1162 osoby, w tym 617 kobiet i 545 mężczyzn.
W 2001 roku rozkład populacji względem narodowości i przynależności etnicznej wyglądał następująco:
- Słowacy – 95,37%
- Czesi – 0,77%
- Romowie – 3,26%
- Rusini – 0,17%
- Ukraińcy – 0,09%
- Węgrzy – 0,17%

Ze względu na wyznawaną religię struktura mieszkańców kształtowała się w 2001 roku następująco:
- Katolicy rzymscy – 28,13%
- Grekokatolicy – 10,55%
- Ewangelicy – 2,92%[a]
- Prawosławni – 27,44%
- Ateiści – 3,77%
- Nie podano – 1,46%